# شورای سراسری مسیحیت
شورای سراسری مسیحیت (که شورای عمومی نیز نامیده می‌شود) گردهمایی مقامات کلیسا و متخصصان الهیات است که در آن، به بحث و تصمیم‌گیری دربارهٔ موضوعات تعلیمی و عملی کلیسای مسیحیت می‌پردازند. در این شورا کسانی که صاحب حق رأی هستند از سراسر جهان گرد هم می‌آیند تا موافقت همه جوامع مسیحی تضمین شود.
هفت شورای جهانی اول (۳۲۵ تا ۷۸۷ میلادی) از سوی هر دو مذهب مسیحیت یعنی کلیسای شرقی و غربی تأیید شد. این شوراها توسط امپراتوران مقدس روم احضار و تصمیمات آن در کلیسای امپراتوری اجرا می‌شد.
از شورای سوم به بعد، انشقاق‌های قابل توجه باعث حضور نیافتن برخی اعضاء شد که پیشتر بخشی از کلیسای مسیحی به‌شمار می‌رفتند. در نتیجه بخش‌هایی از مسیحیت در شوراهای بعدی شرکت نکردند؛ یا شرکت کردند، ولی نتیجه را نپذیرفتند. اسقف‌های وابسته به آنچه آن زمان با عنوان کلیسای ارتدکس شرقی شناخته شد، تنها در هفت شورای سراسری شرکت کردند. اسقف‌های وابسته به آنچه با نام کلیسای مشرق شناخته شد، تنها در دو شورای نخست حضور یافتند. اسقف‌های ارتدوکسی مشرقی در چهار شورای نخست شرکت کردند، ولی تصمیمات شورای چهارم را نپذیرفتند و در شوراهای بعدی شرکت نکردند.
پذیرش سراسری و معتبر بودن شوراها میان مذاهب مسیحی گوناگون، متفاوت است. مشاجره بر سر مسیحیت‌شناسی و سایر پرسش‌ها منجر به نپذیرفتن برخی شوراها توسط شاخه‌هایی از مسیحیت شده‌است.

## پذیرش شوراها توسط مذاهب
کلیسای مشرق تنها دو شورای نخست را به عنوان سراسری می‌پذیرد. کلیساهای ارتدوکسی مشرقی سه شورای نخست را می‌پذیرند. کلیسای ارتدکس شرقی و کلیسای کاتولیک هفت شورای نخست را که در سده‌های چهارم تا نهم برگزار شد، سراسری می‌دانند. کلیسای ارتدکس شرقی هیچ‌یک از شوراهای بعدی را سراسری نمی‌داند؛ در حالی که کلیسای کاتولیک به برگزاری شوراهای عمومی اسقف‌های همبسته با پاپ ادامه می‌دهد و آن‌ها را سراسری به‌شمار می‌آورد. در مجموع کلیسای کاتولیک ۲۱ شورا را به عنوان شورای سراسری تأیید می‌کند. انگلیکان‌ها و پروتستان‌های معترف هفت شورا یا چهار شورای نخست را به عنوان شورای سراسری می‌پذیرند.

## لغزش‌ناپذیری شوراهای سراسری
اصل لغزش‌ناپذیری شوراهای سراسری بیان می‌دارد که تعریف‌های رسمی شورای سراسری (آن‌هایی که دین یا اخلاق را مد نظر قرار می‌دهند و آن‌هایی که باید کلیساها به آن وفادار باشند) لغزش‌ناپذیر هستند. این احکام اغلب قانون شرع نامیده می‌شوند و اغلب تکفیرهایی به عنوان کیفر بر ضد کسانی که به تعلیم ایمان ندارند، ضمیمه آن‌ها است. این اصل ادعا نمی‌کند که همه جنبه‌های شوراها مطلق هستند، بلکه آنها را مصون از خطا یا بی‌عیب می‌داند.
هردو کلیسای ارتدکس شرقی و کاتولیک رومی نسخه‌هایی از این اصل را می‌پذیرند. به عقیده کلیسای کاتولیک رومی، تعاریف رسمی شوراهای سراسری تنها زمانی لغزش‌ناپذیر هستند که توسط پاپ تأیید شده باشند؛ در حالی که کلیسای ارتدکس شرقی اعتقاد دارد هرگاه شورای سراسری موضوع خاصی را رسماً بیان کند، خود شورا لغزش‌ناپذیر است.
کلیساهای پروتستان عموماً شوراهای سراسری را نهادهای انسانی خطاپذیر می‌دانند که چیزی بیش از اختیاری مأخوذ در محدوده‌ای که کتاب مقدس را به درستی تفسیر کنند ندارند.

## اسناد شورا
شوراهای کلیسا از ابتدا نهادهایی دیوانسالار بودند. اسناد مکتوب جریان داشت، سخنرانی می‌کردند و پاسخ می‌دادند، رأی می‌گرفتند و اسناد نهایی منتشر و توزیع می‌شد. بخش بزرگی از آنچه دربارهٔ باورهای اهریمنی می‌دانیم، از اسناد نوشته شده در شوراها برای رد آن‌ها یا تنها از استنباط‌های ناشی از ردیات آمده‌است.
بیشتر شوراها افزون بر مسائل تعلیمی، به موضوعات تربیتی نیز رسیدگی می‌کردند و تصمیمات به صورت قانون ثبت می‌شد. مطالعه قانون‌های شوراها به ویژه تطبیق دادن قانون‌های ظاهراً متناقض یا تعیین اولویت میان آنها بنیان توسعه قانون کلیسایی است. قانون‌ها شامل عبارات تعلیمی و معیارهای تربیتی هستند. ارتدکس شرقی قانون‌های صرفاً تعلیمی را مطلق می‌داند و اعتقاد دارد در هر زمانی برای همه مسیحیت قابل استفاده هستند؛ در حالی که قانون‌های تربیتی منحصر به زمان و مکان خاصی هستند و ممکن است در شرایط دیگر قابل استفاده نباشند.

## وضعیت نخستین شوراهای سراسری
همه هفت شورای سراسری نخست که مورد تأیید کلیسای کاتولیک رومی و ارتدکس شرقی است، توسط یکی از امپراتوران روم فراخوانده شدند. امپراتور به آن‌ها در همه امپراتوری روم وضعیت حقوقی داد. همه آن‌ها در بخش شرقی امپراتوری روم تشکیل شدند. اسقف رم (که از انتهای سده چهارم «پاپ» نامیده می‌شد) در شوراها شرکت نکرد؛ ولی به برخی از آن‌ها نماینده فرستاد.
شوراهای کلیسا سنتی بودند و شوراهای سراسری ادامه شوراهای پیشینی بودند که پیش از قانونی شدن مسیحیت در امپراتوری برگزار می‌شد. این شوراها شامل شورای اورشلیم (حدود ۵۰)، شورای رم (۱۵۵)، شورای دوم رم (۱۹۳)، شورای افسوس (۱۹۳)، شورای کارتاژ (۲۵۱)، شورای ایکونیوم (۲۵۸)، شورای انطاکیه (۲۶۴)، شوراهای عربیه (۲۴۶ تا ۲۴۷)، شورای الویرا (۳۰۶)، شورای کارتاژ (۳۱۱)، کنگره نوقیصریه (حدود ۳۱۴)، شورای آنکرا (۳۱۴) و شورای آرل (۳۱۴) بودند.
هفت شورای نخست که توسط هر دو کلیسای شرق و غرب تأیید شد و چند شورای دیگر که این تأیید را نداشت، توسط امپراتوران روم شرقی فراخوانده شدند. در هزاره نخست میلادی، برخی تفاوت‌های الهیاتی و سیاسی مانند نسطوری‌گری و دوطبیعت گرایی باعث جدایی برخی بخش‌های کلیسا پس از شوراها از جمله افسوس و خلقیدون شد؛ ولی برگزاری شوراهایی که سراسری بودنشان تأیید می‌شد، ادامه داشت.
شورای هیریه که در سال ۷۵۴ در کاخی به همین نام در نزدیکی خلقیدون برگزار شد، به درخواست کنستانتین پنجم امپراتور روم شرقی تشکیل شد. ۳۳۸ اسقف در این شورا شرکت کردند و آن را شورای سراسری هفتم دانستند. شورای دوم نیقیه تصمیمات هیریه را منسوخ کرد. سپس سینودی که در سال ۸۱۵ در قسطنطنیه به درخواست لئوی پنجم برگزار شد، تصمیمات شورای دوم نقیقه را منسوخ کرد. این سینود که ریاست آن به عهده تئودوتوس یکم قسطنطنیه بود، شورای هیریه را شورای سراسری هفتم اعلام کرد؛ ولی با این وجود که شورای هیریه توسط یک امپراتور فراخوانده شده و توسط امپراتور دیگری تأیید شده بود و در شرق امپراتوری برگزار شده بود، بعداً از کسب عنوان سراسری بازماند.
به‌طور مشابه، شورای دوم افسوس در سال ۴۴۹ که در آناتولی برگزار می‌شد، توسط امپراتور تئودئوس دوم فراخوانده شد و با وجود منسوخ شدن در شورای خلقیدون، توسط امپراتور باسیلیسکوس (که شورای خلقیدون را منسوخ کرد) تأیید شد، نتوانست به عنوان شورای سراسری در نظر گرفته شود.

## فهرست شوراهای سراسری

### هفت شورای سراسری نخست
در تاریخ مسیحیت، هفت شورای سراسری نخست، از شورای نخست نیقیه (۳۲۵) تا شورای دوم نیقیه (۷۸۷) تلاش برای دستیابی به اجماع با ارتدکس و متحد کردن دنیای مسیحی را نشان می‌دهند.
1. شورای نخست نیقیه (۳۲۵) آریانیسم را رد کرد، اعلام کرد مسیح «هم‌گوهر با پدر» است و اعتقادنامه اصلی نیقیه را تصویب کرد؛ تاریخ عید پاک را تثبیت کرد؛[۱۱] اعتبار کلیسای رم، اسکندریه و انطاکیه در خارج از مرزهای استانی خودشان را تأیید کرد و به کلیسای اورشلیم موقعیت افتخاری داد.
2. شورای نخست قسطنطنیه (۳۸۱) آریانیسم و نیمه آریانیسم را رد کرد، اعلام کرد مسیح «در ازل از پدر زاده شده‌است»، اعتقادنامه نیقیه را در رابطه با روح‌القدس بازبینی کرد.
3. شورای افسوس (۴۳۱) نسطوری را رد کرد، مریم باکره را به عنوان تئوتوکوس («زاینده خدا»، «مادر خدا») اعلان کرد،
4. شورای خلقیدون (۴۵۱) تعلیم تک‌طبیعت‌گرایی یوتیخس را رد کرد؛ عقیده خلقیدونی مربوط به تفسیر اتحاد هیپواستاتیک میان دو طبیعت مسیح، انسان و خدا را تصویب کرد؛ کسانی که در سال ۴۴۹ خلع شده بودند را به مقام خود بازگرداند. ایباس ادسا را به کلیسایخود بازگرداند و او را بی گناه دانست. دیوسکوروس اسکندریه را خلع کرد.
5. شورای دوم قسطنطنیه (۵۵۳) سه مقاله نسطوری را رد کرد؛ اوریجن اسکندری را محکوم کرد و حکم به فرمول تئوپاشیت داد.
6. شورای سوم قسطنطنیه (۶۸۰–۶۸۱) مونوتلیتیسم و مونونرجیسم را رد کرد.
7. شورای دوم نیقیه (۷۸۷) تقدیس تمثال‌ها را (که در شورای هیریه در سال ۷۵۴ محکوم شده بود) بازگرداند و شمایل شکنی را رد کرد.